# Pigeskolen et al.
|  | Denne artikel er oprettet af botten PalnaBot ud fra en ekstern database. Den kan derfor have sproglige fejl eller mangler. Denne skabelon kan fjernes efter kontrol af indholdet. |

Pigeskolen et al. er en film med ukendt instruktør.

## Handling
Mission Afrika (tidligere Sudanmissionen), missionsfilm fra Nigeria: Om en pigeskole i Nigeria: Efter opførelse af tidssvarende bygninger ser pigeskolen nu således ud: Kl. 6 står alle op - er man doven, risikerer man en vandkur. Kl 9 ringer skoleklokken. Undervisningen begynder. Lærerinderne Helen Jacobsen og Sigrid Matthiesen. Undervisningen er mangeartet. - Fibi - Lærerinde - har særlig uddannelse i håndarbejds- og husholdningsundervisning. Unge fra kristne hjem til konfirmationsforberedelse. Flokken ses samlet. Lege på gårdspladsen om eftermiddagen. Klokken 9 slår klokken til andagt.